# Im Schnee

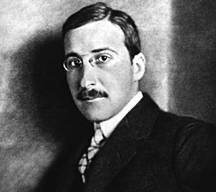
Stefan Zweig (ca. 1912)

Im Schnee ist eine 1901 erschienene Erzählung des österreich-jüdischen Autors Stefan Zweig.

## Hintergrund
Der erst 18-jährige Stefan Zweig verfasste diese Novelle bereits 1900 und bemühte sich zunächst um eine Veröffentlichung in der Zeitschrift Deutsche Dichtung. An den Redakteur Karl Emil Franzos schrieb er, dass seine „Judennovelle“ in den regulären Tagesblättern keine Chancen hätte. Auch eine jüdische Zeitschrift stünde außer Frage, da seine Novelle „keine nationale Tendenz“ enthalte. Nachdem Franzos sie dennoch abgelehnt hatte, musste Zweig sie am 2. August 1901 im zionistischen Blatt Die Welt veröffentlichten, welches von Berthold Feiwel und Martin Buber redigiert wurde. Drei Jahre später erschien sie in leicht abgeänderter Fassung im von Berthold Feiwel herausgegebenen Jüdischen Almanach.

## Inhalt
Die Handlung der Erzählung spielt in der Zeit des Schwarzen Todes in einer kleinen deutschen Stadt nahe der Grenze zu Polen. Zu Beginn wird die das Chanukka-Fest feiernde jüdische Gemeinde vor der Ankunft einer Gruppe von Flagellanten gewarnt, die Juden ermordend durch die Gegend ziehe. Sie entscheidet sich für die Flucht – dass ein Jude sich verteidige, sei in ihren Augen „etwas Lächerliches und Undenkbares“. Bei dieser Flucht erfriert jedoch die gesamte Gemeinde in einem Schneesturm.

## Rezeption
Im Schnee ist das erste Werk Zweigs, welches sich explizit auf Juden und das Judentum bezieht. Er zeichnet sie als edel, friedlich, und – wie viele seiner Protagonisten – als ihrem Schicksal unterlegen. Ihre Verfolgung durch die Flagellanten erinnert dabei Olivier Mannoni und Claudia Gabler zufolge an die Verfolgung durch den Nationalsozialismus. Alfred Lévy erkennt hierin, der „gläubige[n] [...] Unterwerfung“ gegenüber dem Tod, eine gewisse Religiosität Zweigs. Stefanie Leuenberger vergleicht Im Schnee mit den Erzählungen Die Wanderung und Die Wunder des Lebens, welche ebenfalls auf die Verfolgung jüdischer Charaktere in einer feindlichen Umgebung eingehen. Mark H. Gelber meint, dass Zweigs Auseinandersetzung mit seiner jüdischen Wurzeln in dieser Erzählung eher in den Hintergrund rücke. Sie sei eher als ein jugendliches Experiment mit der Neuromantik zu verstehen, das weniger von Historikern wie Heinrich Graetz und mehr von literarischen Werken wie Heinrich Heines Der Rabbi von Bacherach inspiriert wurde. Ansonsten wurde die Erzählung von der Forschung nur wenig beachtet; Margarita Pazi meint, dass sie „nicht zu den besten seiner Werke“ gehöre.